# Habit

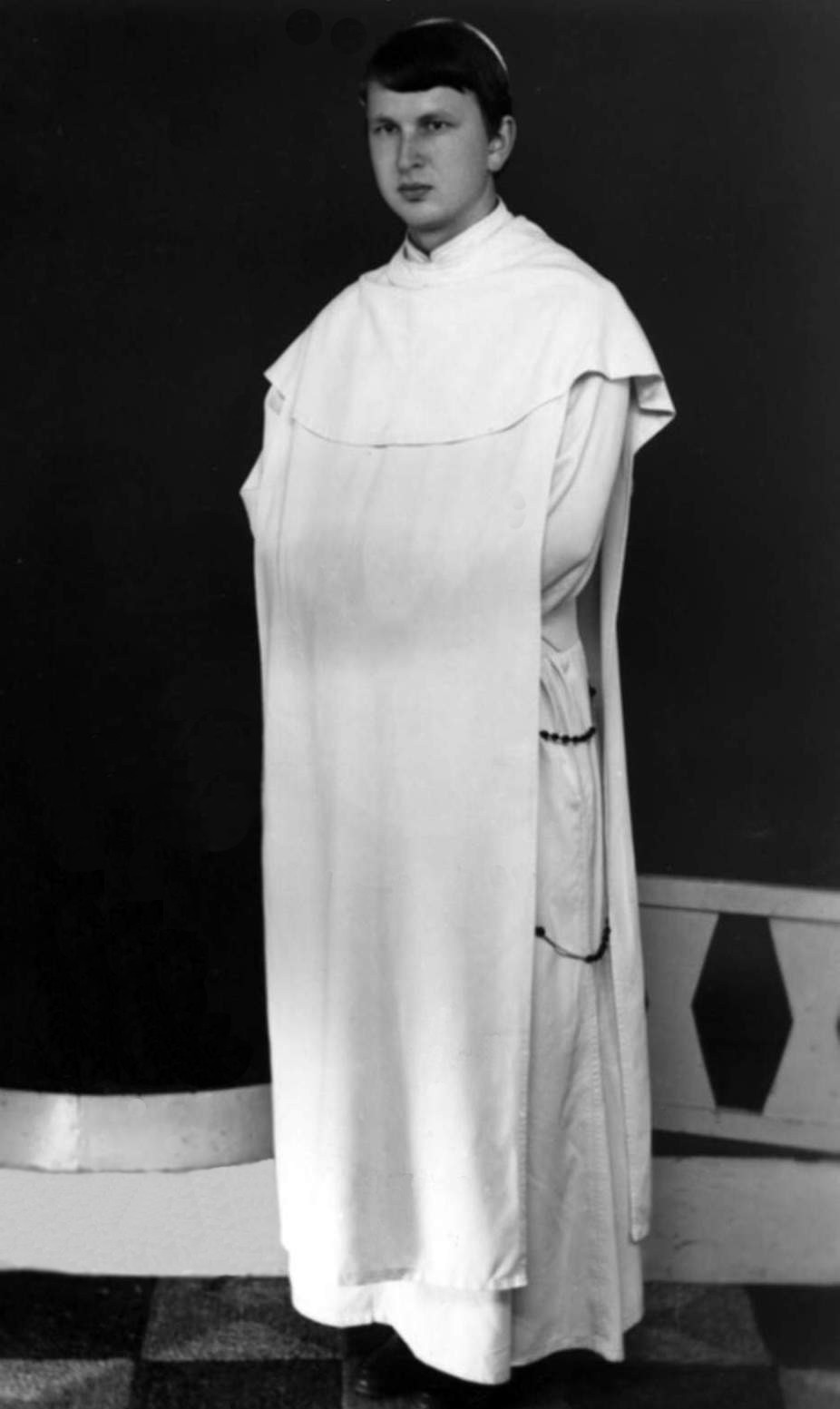
Członek zakonu paulinów w habicie

Habit – w większości Kościołów chrześcijańskich: charakterystyczny strój członków zakonów i zgromadzeń zakonnych. W zależności od zakonu składa się z sukni, płaszcza, szkaplerza oraz pasa lub sznura (cingulum). Siostry zakonne najczęściej zakładają na głowę welon.

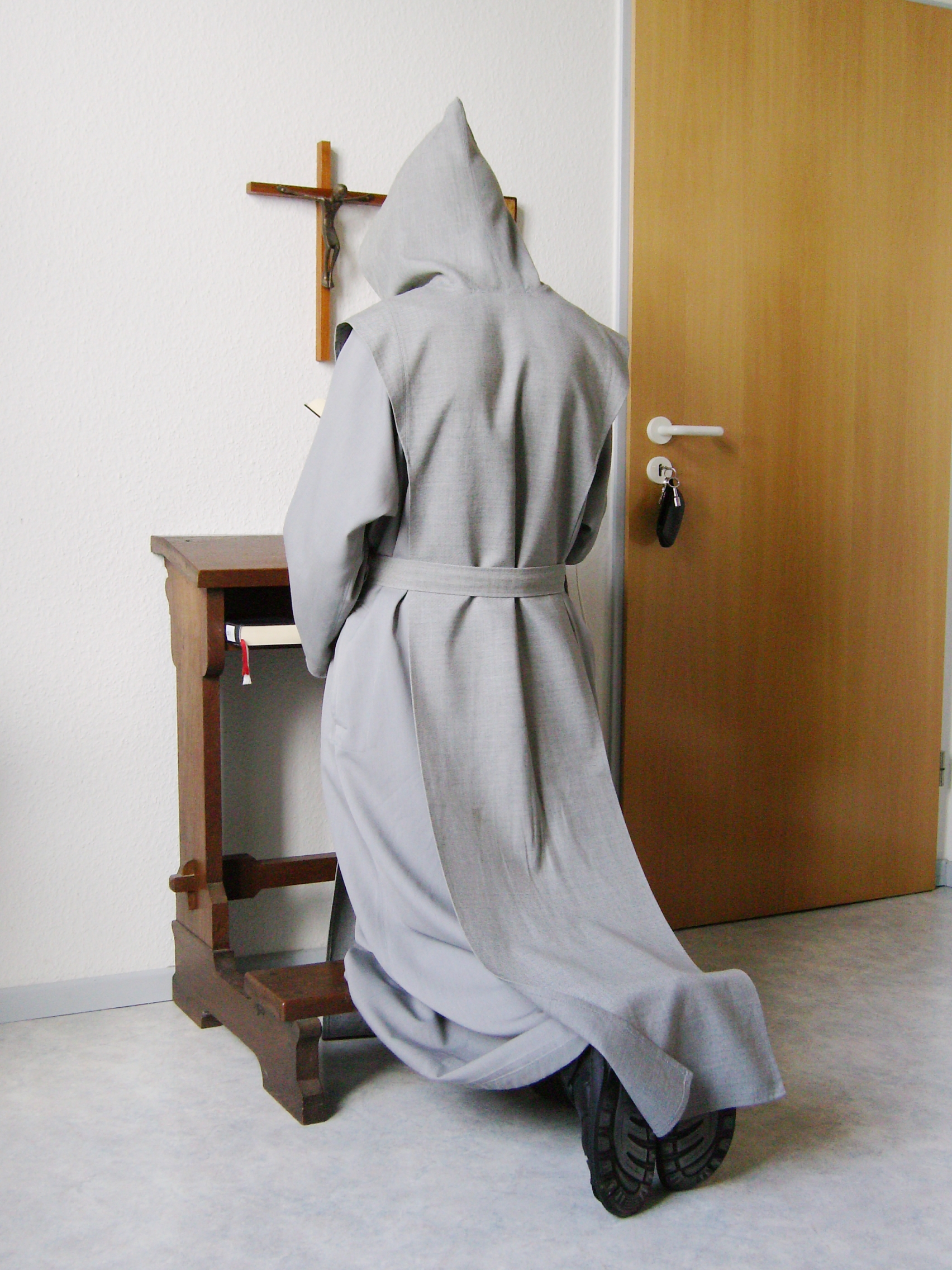
Zakonnik w habicie

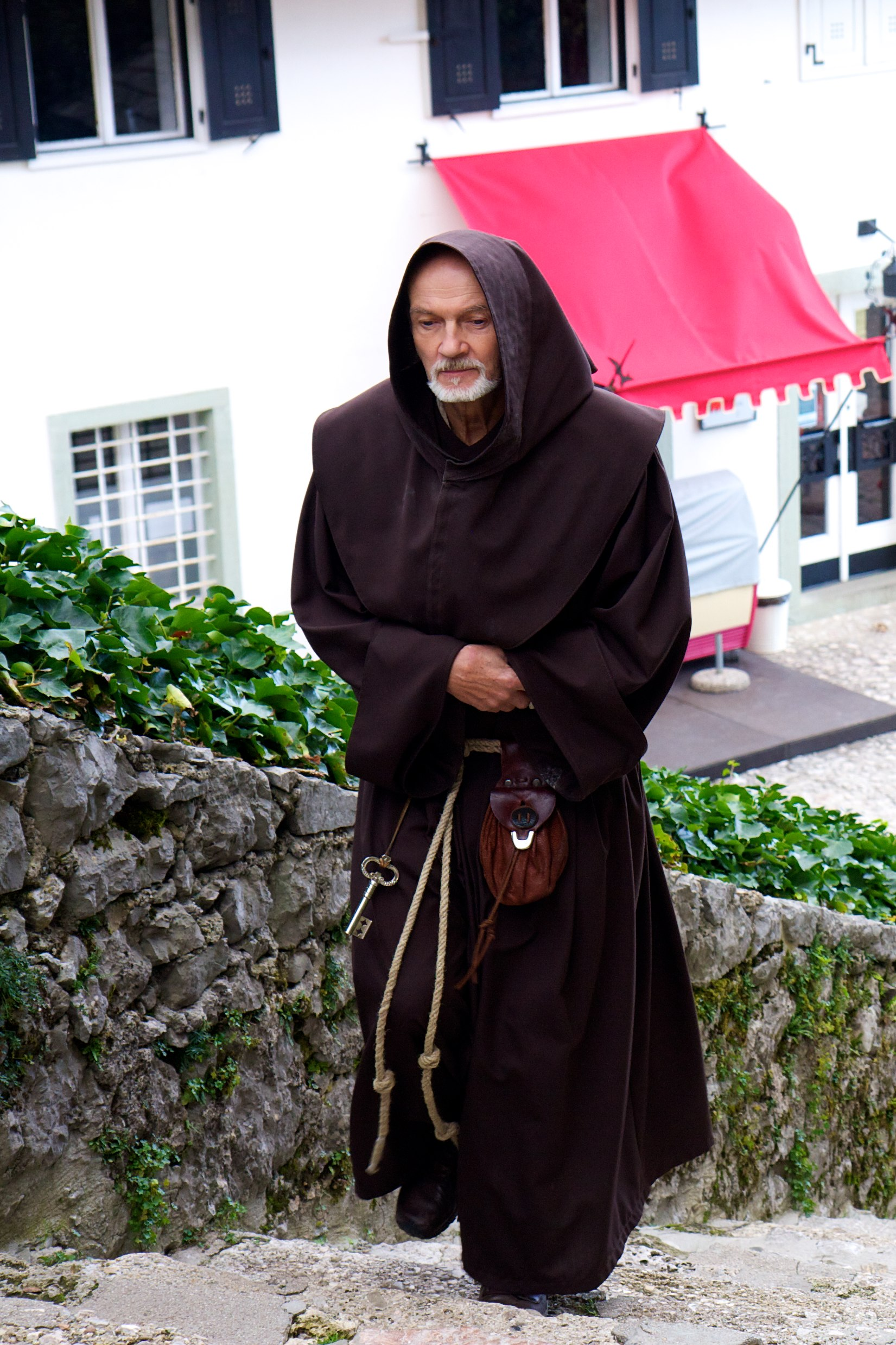
Kapucyn w habicie

## Przykłady habitów męskich
- adorniści – czarny habit, przepasany czarnym, skórzanym paskiem.
- augustianie rekolekci – czarny habit z kapturem, przepasany czarnym, skórzanym pasem, czarna peleryna.
- benedyktyni – najczęściej występuje habit czarny (w niektórych opactwach cały habit bywa biały lub niebieski) z kapturem i czarnym szkaplerzem, w pasie pod szkaplerzem skórzany pas, płaszcz czarny. Na uroczystą Liturgię opat zakłada na habit kukullę w tym samym kolorze.
- barnabici – czarny habit, przepasany szerokim czarnym paskiem.
- betlejemici – biały habit przepasany skórzanym paskiem, przy boku różaniec, biały szkaplerz z kapturem.
- bonifratrzy – habit czarny z szerokim szkaplerzem wystającym poza ramiona kołnierz z kapturem.
- bracia Serca Jezusowego – czarny habit przepasany zielonym pasem, pod habitem na piersi krzyż.
- Bracia Tyberiadzcy – granatowy habit z kapturem przepasany brązowym skórzanym paskiem, na piersi drewniany krzyż.
- brygitanie – szary habit oraz szary szkaplerz z kapturem, na piersi czerwony krzyż i hostia w środku.
- cystersi – habit biały z czarnym szkaplerzem przepasany pasem. W czasie modlitw chórowych, nowicjusze noszą biały płaszcz, bracia przed ślubami wieczystymi – biały płaszcz z mucetem, po ślubach zaś – białą kukullę.
- dominikanie – habit biały: tunika przepasana skórzanym pasem z przypiętym różańcem, szkaplerz i kaptur; częścią stroju jest także czarna kapa z kapturem.
- duchacze – czarna (w Afryce biała) sutanna duchowieństwa diecezjalnego, z ręcznie tkanym wełnianym sznurem.
- faustyni – czarna tunika, czarny szkaplerz, czarna pelerynka z kapturem, czerwony sznur i różaniec przypięty przy sznurze.
- filipini – sutanna duchowieństwa diecezjalnego w danej diecezji, z wyłożonym białym kołnierzykiem.
- franciszkanie:
  - franciszkanie (reformaci, bernardyni) – habit brązowy z kapturem, w pasie sznur z trzema węzełkami, przy nim z lewej strony różaniec lub koronka franciszkańska.
  - franciszkanie – habit czarny lub ciemnoszary z kapturem, w pasie sznur o trzech węzłach symbolizujących złożone przez zakonnika śluby zakonne, przy nim często z lewej strony koronka franciszkańska złożona z siedmiu dziesiątków, na głowie piuska (obecnie raczej rzadko spotykana), w okresie zimowym czarna peleryna z kapturem.
  - kapucyni – habit brązowy ze spiczastym kapturem, peleryna długa do kolan, w pasie powróz z trzema węzłami po prawej stronie, przy nim z lewej różaniec, całkowity zarost (choć nieobowiązkowy).
  - Franciszkanie Białego Krzyża – szary habit z kapturem, w pasie biały sznur o trzech węzłach, na piersi biały krzyż.
  - Franciszkanie Niepokalanej – błękitny lub niebieski habit z peleryną i kapturem, w pasie sznur o trzech węzłach, przy boku różaniec, Cudowny Medalik na szyi.
  - Franciszkanie Odnowy – szary habit z kapturem, w pasie sznur o trzech węzłach.
  - Franciszkanie Pojednania – habit brązowy z kapturem, w pasie sznur o trzech węzłach, na piersi krzyż na czerwonym sznurku.
  - Bracia Chrystusa Cierpiącego – czarny habit z kapturem, w pasie sznur o trzech węzłach oraz różaniec u boku.
  - Bracia Franciszkanie od Świętego Krzyża – brązowy habit z białym wyłożonym na zewnątrz kołnierzem, przepasany białym sznurem o trzech węzłach, na nim brązowy szkaplerz, przy boku różaniec.
  - Mali Bracia św. Franciszka – niebieski habit z kapturem, przepasany białym sznurem o trzech węzłach, przy boku koronka franciszkańska; na piersi krzyż.
- Instytut Chrystusa Króla Najwyższego Kapłana – na co dzień czarna sutanna przepasana czarnym pasem, w dni uroczyste: czarna sutanna, rokieta (komża) kanonicka, czarny mucet, na piersi krzyż św. Franciszka Salezego, czarny biret z niebieskim pomponem, przełożeni noszą niebieski mucet.
- jezuici – czarna sutanna kapłańska (bez guzików), przepasana czarnym pasem wiązanym na prawą stronę, płaszcz i kapelusz lub piuska czarna.
- kameduli – biała tunika, na niej biały szkaplerz z kapturem, do tego biały pas z materiału, wiązany na środku; biały płaszcz z kapturem do modlitw chórowych.
- kamilianie – czarny habit z czarnym pasem z materiału, na piersi czerwony krzyż.
- Kanonicy Regularni Laterańscy św. Augustyna – czarna sutanna z pelerynką oraz biała sutanna z pelerynką z podwójnymi rękawami – identyczna jak papieska, jako strój liturgiczny mucet oraz rokieta kanonicka.
- Kanonicy Regularni Matki Odkupiciela – biały habit przepasany czarnym, skórzanym pasem, biały szkaplerz i kaptur.
- Kanonicy Regularni Nowego Jeruzalem – biały habit przepasany skórzanym pasem, szkaplerz, peleryna z czarnym kapturem.
- karmelici – brązowa tunika przepasana skórzanym pasem oraz szkaplerz i kaptur tegoż koloru. Pod szkaplerzem krzyżyk profesyjny. Przy lewym boku – różaniec złożony z sześciu dziesiątków (obecnie nienoszony). Na uroczystą mszę i Liturgię Godzin pierwszej klasy zakłada się biały płaszcz z kapturem. Różnice w kroju habitu karmelitów i karmelitów bosych: u „bosych” szkaplerz węższy i sięgający kolan, kaptur mniejszy. W przypadku białego płaszcza chórowego podobnież (krótszy płaszcz i mniejszy kapturek).
- Krzyżowcy z Czerwoną Gwiazdą – czarna sutanna z białym kołnierzykiem na zewnętrznej stronie sutanny, na piersi wyhaftowany czerwony krzyż z gwiazdą.
- marianie – strój obowiązujący kapłanów w danej diecezji (w Polsce czarna sutanna).
- mariawici – szara tunika z wyhaftowaną dodatkowo małą monstrancją na wysokości piersi, z wyłożonym na nią białym kołnierzykiem – koloratką. Sutanna przepasana jest paskiem. Na sutannę kapłani zakładają popielaty szkaplerz.
- michalici – czarna sutanna bez zewnętrznych guzików, przepasana czarnym pasem.
- misericordianie – czarna lub jasnoszara sutanna przepasana czerwonym pasem.
- Misjonarze Ducha Świętego – czarny habit przepasany czarnym, szerokim pasem, czarny szkaplerz z wyhaftowanymi czerwonymi literami JHS, gołębicą oraz sercem.
- norbertanie – biały habit z białym pasem, biały szkaplerz z kapturem i płaszcz.
- oliweci – biały habit z kapturem, przepasany białym pasem, biały szkaplerz
- patrycjanie – czarny habit przepasany zielonym, szerokim pasem.
- pallotyni – czarny habit z pelerynką, przepasany czarnym pasem z materiału.
- paulini (Zakon Świętego Pawła Pierwszego Pustelnika) – biały habit; tunika przepasana białym pasem z różańcem, szkaplerz i kaptur biały.

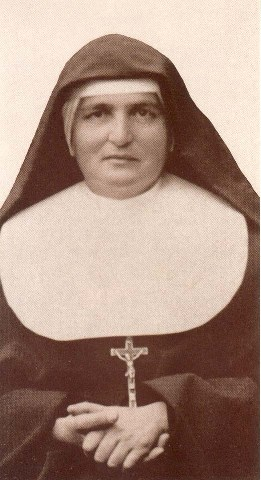
Salezjanka w habicie

- pijarzy – czarna szata podobna do sutanny, przepasana pasem, przy szyi biała koloratka, płaszcz czarny bez rękawów, z kołnierzem, na głowie kapelusz.
- pocieszyciele – czarny habit z wszytym z przodu szkaplerzem, przepasany skórzanym czarnym pasem, przy którym różaniec złożony z pięciu dziesiątków, na piersi pektorał, na szyi koloratka; po ślubach wieczystych do liturgii i adoracji biały kaptur i biały płaszcz.
- pustelnicy – najczęściej występują w workowatej szacie i płaszczu z szarego zgrzebnego materiału, z całkowitym zarostem i długimi włosami.
- redemptoryści – czarny habit przepasany czarnym pasem, biała koloratka nakładana na kołnierz habitu, przy boku po lewej stronie różaniec. Na misjach zagranicznych możliwy biały habit.
- salezjanie – strój obowiązujący kapłanów w danej diecezji (w Polsce czarna sutanna).
- salwatorianie – czarny habit, przepasany czarnym cingulum z czterema węzłami.
- sercanie – sutanna duchowieństwa diecezjalnego w danej diecezji, przepasana kordonem (czarnym sznurem).
- sercanie Maryi – czarna sutanna, przepasana niebieskim sznurem opadający na lewą stronę, na sutannie znajduje się krzyż z wizerunkiem Ukrzyżowanego Jezusa.
- Sercanie Biali – biały habit, przepasany skórzanym paskiem koloru naturalnego, na habicie biały szkaplerz; na szkaplerzu wyhaftowane dwa złączone Serca Jezusa i Maryi, wokół serc potrójne lub podwójne splecione ciernie, tworzące jakby kolistą obręcz.
- Synowie Najświętszego Odkupiciela – czarny habit przepasany szerokim pasem, u boku różaniec, koloratka po zewnętrznej stronie ubioru.
- trynitarze – biały habit przepasany czarnym, skórzanym paskiem, biały szkaplerz z kapturem, na szkaplerzu naszyty niebiesko-czerwony krzyż.
- Werbiści – czarna sutanna kapłańska (bez guzików), przepasana czarnym pasem z czerwonym podbiciem, zakończonym frędzlami, wiązanym na lewą stronę.

## Przykłady habitów żeńskich

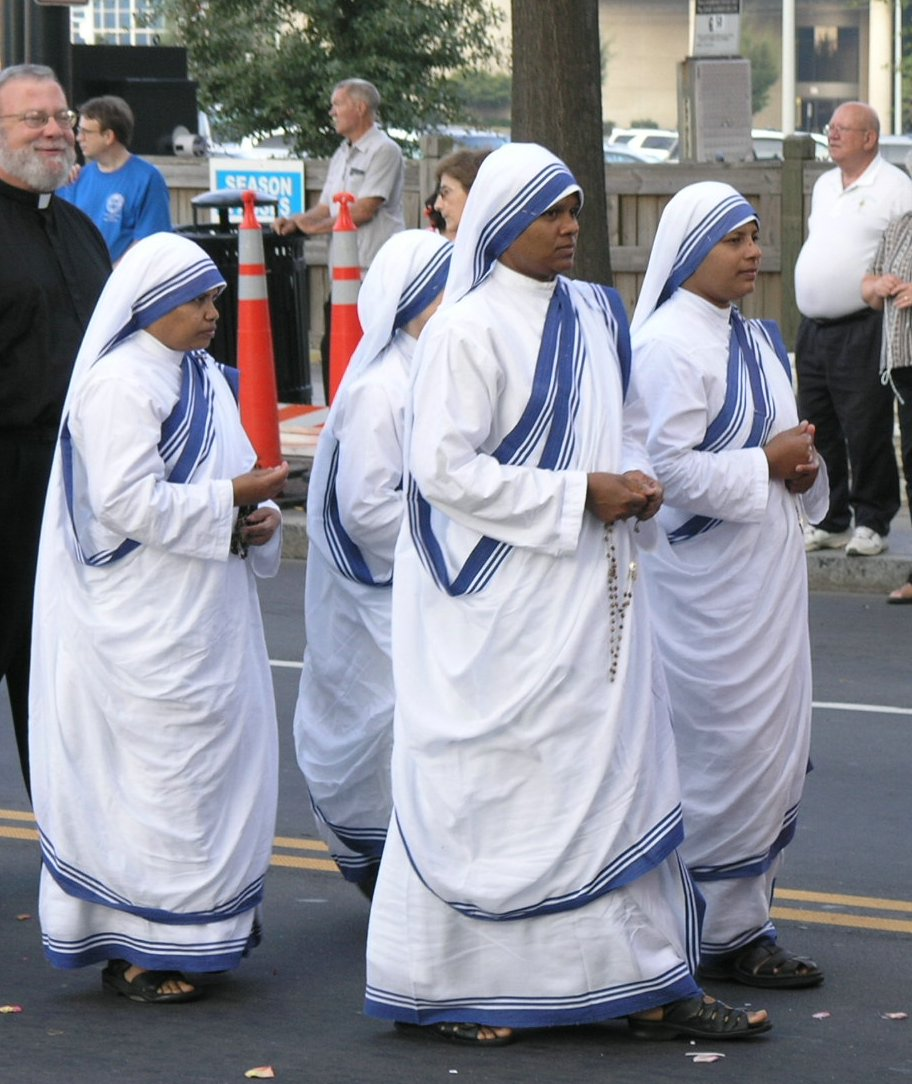
Misjonarki Miłości

- augustianki – habit czarny z szerokimi rękawami, przepasany czarnym skórzany paskiem, czarny szkaplerz z białym kołnierzykiem, czarny welon z białą wypustką (biały welon dla nowicjuszek). Dodatkowo przy habicie jest noszony czarny długi różaniec, na szyi Siostry po ślubach wieczystych noszą zawieszony herb zakonu augustiańskiego.

- benedyktynki – habit czarny z szerokimi rękawami, szary szkaplerz, czarny welon na białym kapturze okrywającym czoło i podbródek
- boromeuszki – na co dzień czarny lub szary habit, do pracy niebieski, biały lub szary habit, welon dostosowany do koloru habitu
- dominikanki – biały habit i szkaplerz, czarny welon na białym kapturze zakrywającym czoło i podbródek, płaszcz czarny
- karmelitanki bose – brązowy habit aż do stop, z szerokimi rękawami, przepasany skórzanym pasem, na habicie szkaplerz na białej toce, na głowie czarny welon (biały dla nowicjuszek i profesek czasowych); w określonych okolicznościach, np. msza, uroczysta Liturgia Godzin, na habit nakładany biały płaszcz; całości stroju dopełnia duży drewniany różaniec za pasem u lewego boku i krzyżyk z pasyjką, noszony na sercu;
- klaryski – habit szaro-popielaty przepasany sznurem, kaptur biały okrywa czoło i podbródek, spada na piersi wycięty w karo, na nim czarny welon
- służebniczki starowiejskie – granatowy habit, czarny welon na głowie, krzyżyk profesyjny
- norbertanki – habit, płaszcz i szkaplerz biały, kaptur biały okrywa podbródek i piersi, na nim dwa cienkie welony – spodni biały, wierzchni czarny
- szarytki – dawniej: czarna spódnica, czarny kaftan z szerokimi rękawami, u pasa czarny fartuch i różaniec, na głowie biały kornet, dziś: granatowy habit do pół łydki, granatowy welon sięgający za ramiona
- urszulanki – czarna suknia z wąskimi rękawami zapinana z przodu na haftki, w pasie czarny wełniany sznur, przy szyi biała chusta, na głowie welon, w domu biały, do wyjścia czarny
- wizytki – czarny habit z szerokimi rękawami, przepasany czarnym sukiennym pasem, na głowie czarny czepek, na nim czarny welon, ramiona okryte białym sztywnym karczkiem, pod nim żółty krzyżyk na wstędze